# Merak (Ladakh)
Merak ist ein Ort im indischen Unionsterritorium Ladakh.

## Lage und Einwohner
Der Ort liegt östlich von Leh. Merak liegt direkt am Pangong Tso auf 4238 m Höhe und ist von Leh aus über den Gebirgspass Chang La (5360 m ü. M.), erreichbar. Die Einwohner leben von der Landwirtschaft und in dem kurzen Sommer vom Tourismus.

## Geschichte
Erst seit 2010 ist es für Touristen möglich, die Dörfer Spangmik, Man und Merak zu besuchen. Es braucht dazu aber immer noch eine Bewilligung (Inner Line Permit), die aber problemlos in Leh zu bekommen ist. Eine Weiterreise nach Chushul, nahe der Line of Actual Control, der nicht definitiv festgelegten Grenze zwischen Indien und China, ist nur für Inder möglich.
Durch die gute Lage wurde Merak für den Bau des größten Sonnenteleskop der Welt vorgesehen.

## Galerie

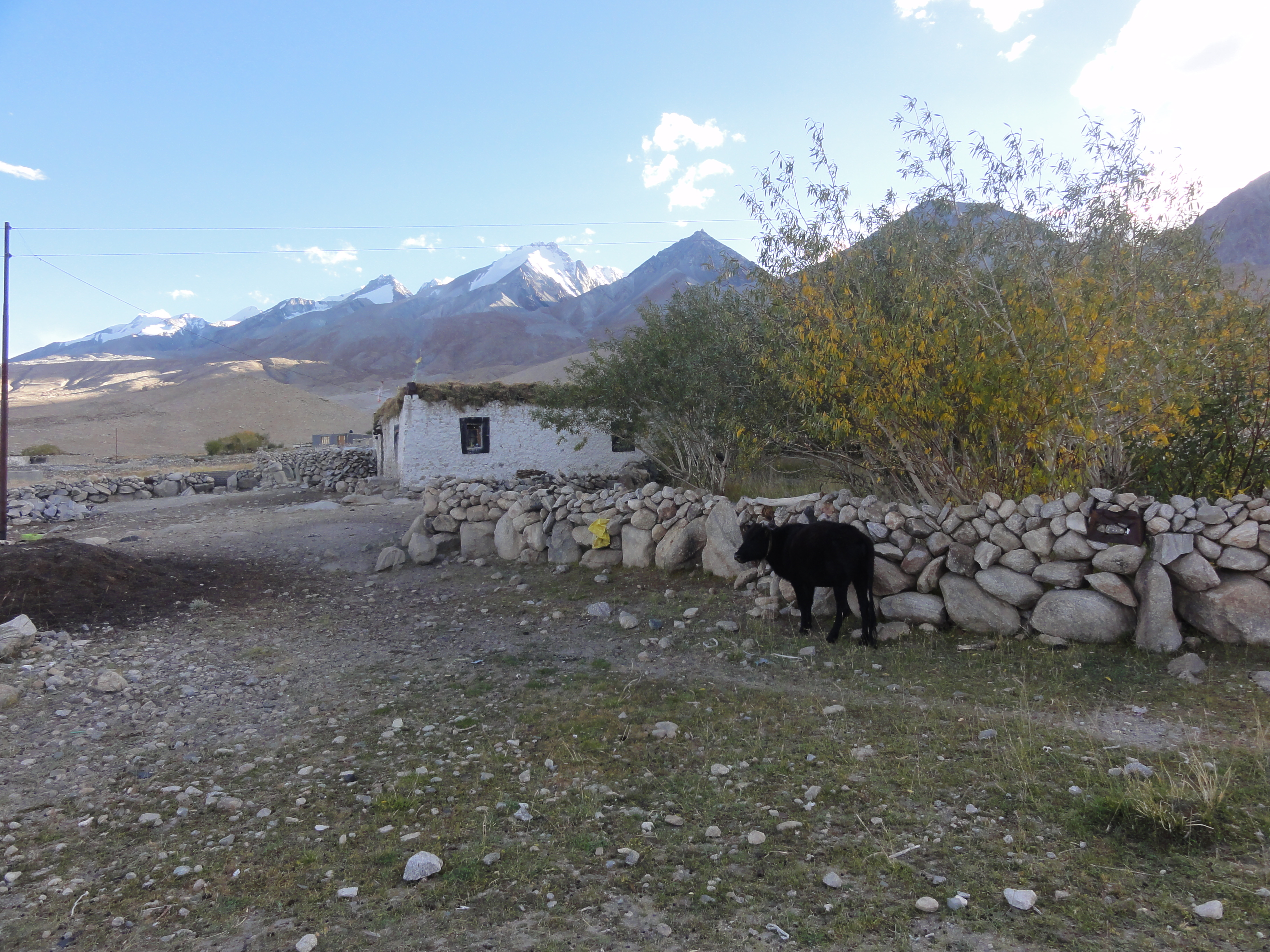
Dorfansicht
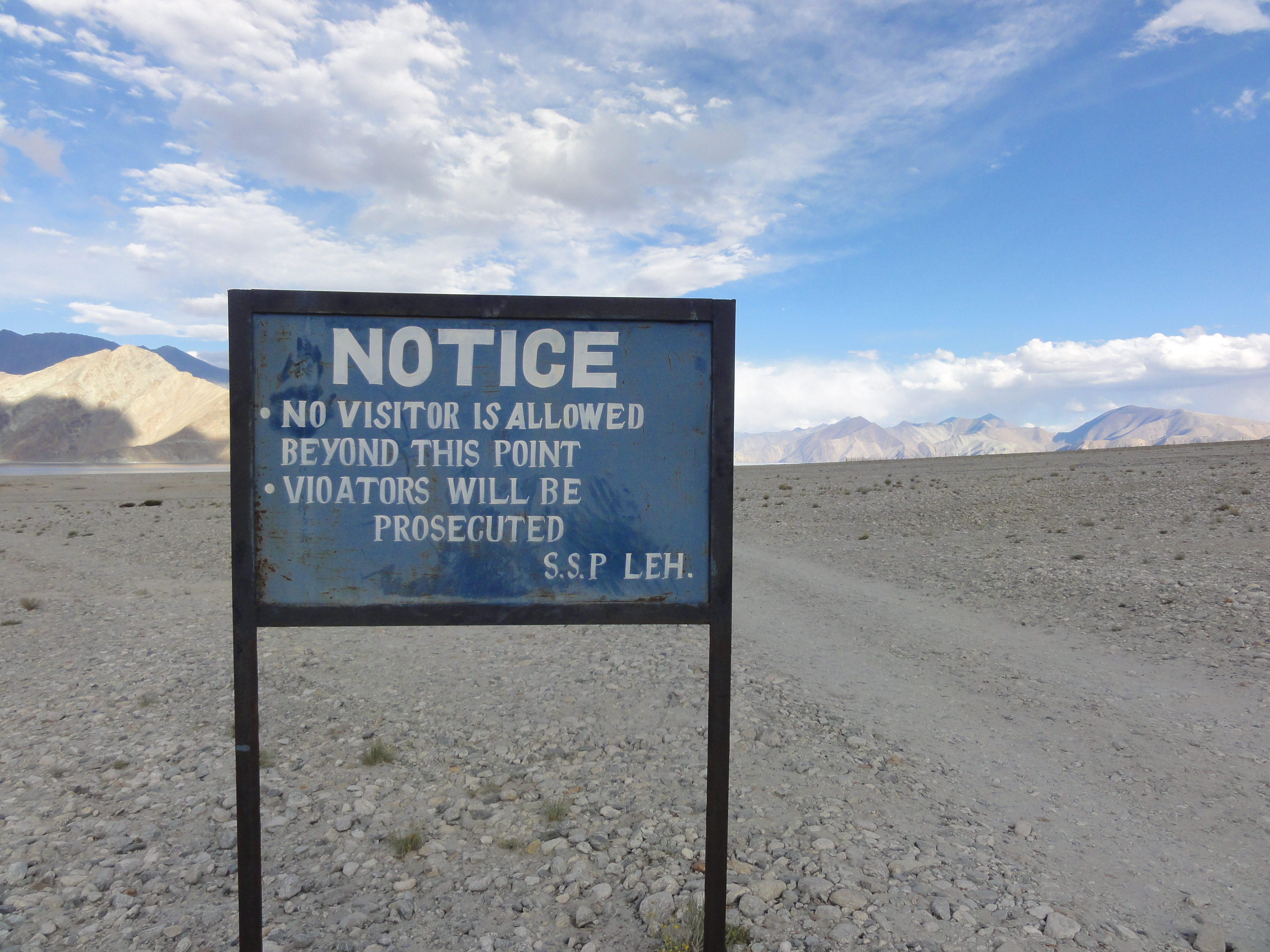
Warnschild für Touristen
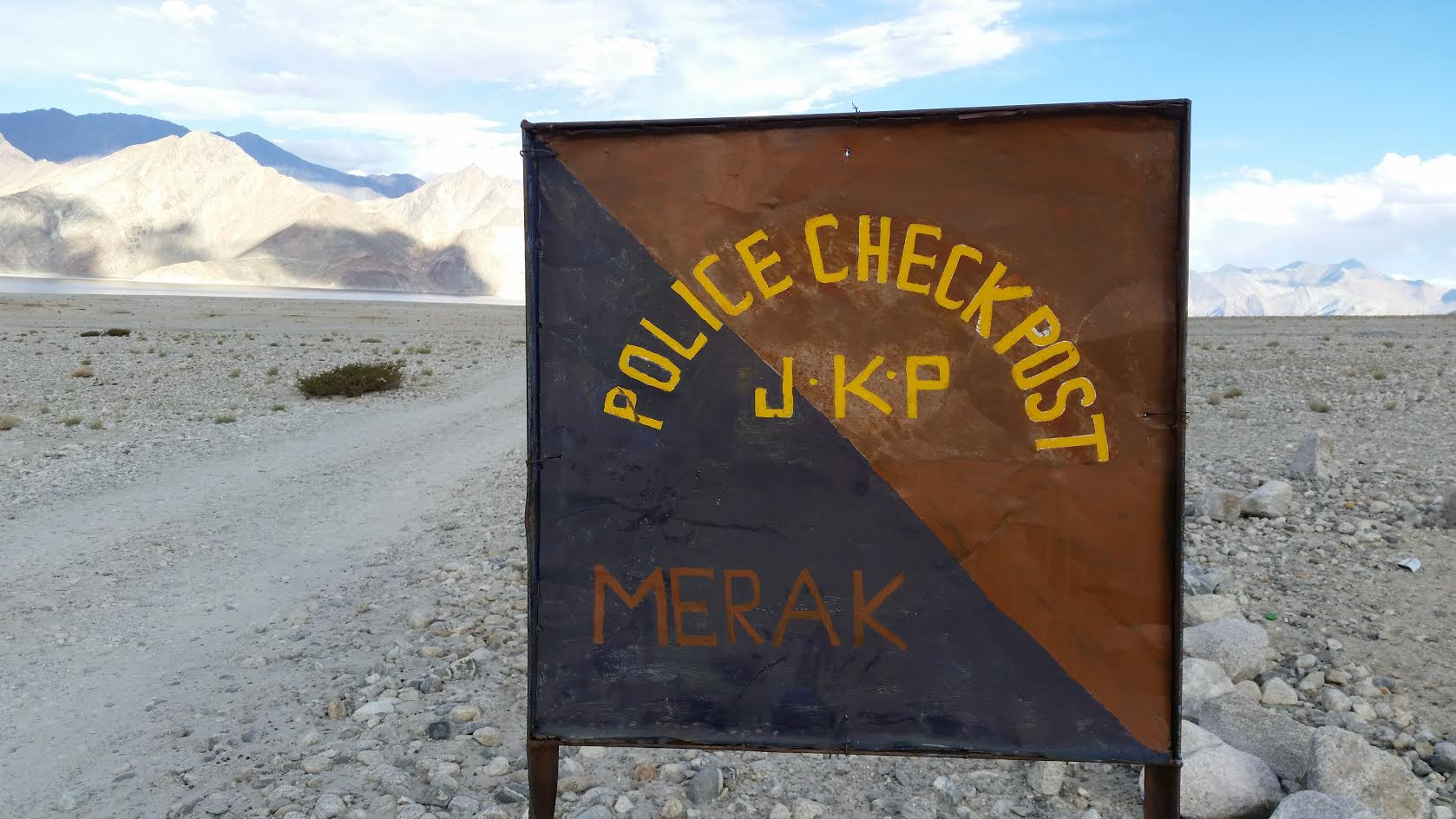
Weg Richtung Grenze
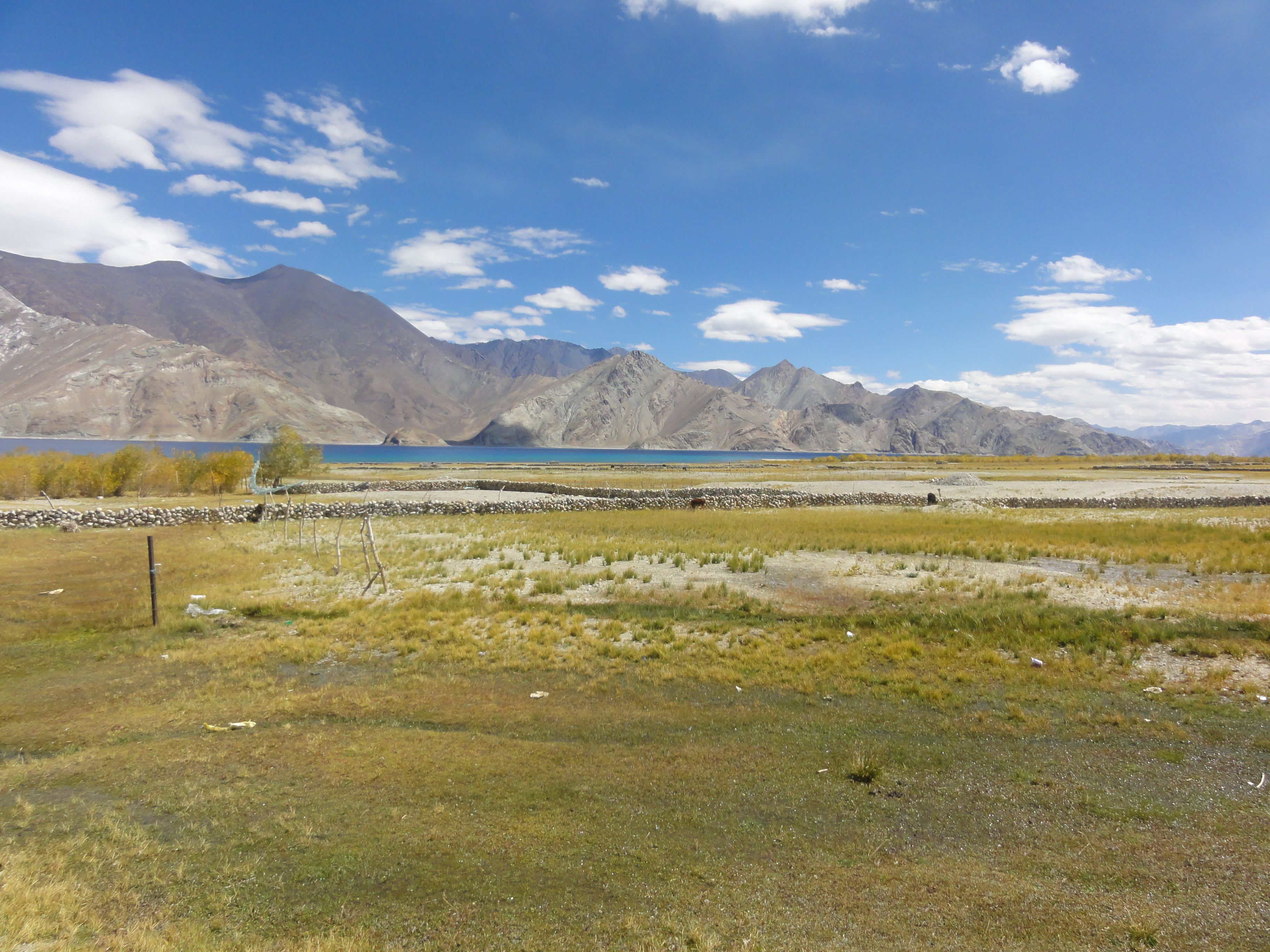
Blick vom Dorf auf den Pangong Tso